# Niki Larson
Pour le dessin animé du même nom, voir Nicky Larson (série télévisée d'animation).
Pour plus de détails, voir Fiche technique et Distribution.
Niki Larson (城市獵人, Sing si lip yan) est un film d'action comique hongkongais, écrit et réalisé par Wong Jing, sorti en 1993. Il s'agit d'une adaptation cinématographique du manga City Hunter de Tsukasa Hojo. Distribué par Golden Harvest, ce film met en scène Jackie Chan dans le rôle de Ryô Saeba.
En France, il n'est sorti qu'en cassette vidéo, distribué tout d'abord par Metropolitan Films en 1993, puis par TF1 Vidéo en juin 1995, avant qu'il ne soit remastérisé en DVD distribué par HK Vidéo, une collection dirigée par Christophe Gans, en novembre 2002. Par la suite, Metropolitan Films décide de ressortir le film sous le même support en février 2019.

## Synopsis
Détective privé, Niki Larson est aussi un séducteur et s'occupe parallèlement de Sonia, la nièce de son meilleur ami et associé tué il y a quelques années. Le détective obtient une mission : Caroline, la fille d'un riche homme d'affaires, a fugué à la suite de la décision de son père de se remarier. Niki enquête et parvient à la retrouver sur un paquebot de croisière mais le bateau est soudain détourné en plein voyage par de dangereux pirates.

## Fiche technique
- Titre original : 城市獵人, Sing si lip yan
- Titre français : Niki Larson
- Titre anglais : City Hunter
- Réalisation : Wong Jing
  - Assistant réalisateur : Rosanna Ng
- Scénario : Wong Jing, d'après le manga City Hunter de Tsukasa Hōjō
- Direction artistique : Lee Chi-Chang, Ma Kam-Cheung et Lau Mun-Tong
- Costumes : Shirley Chan
- Montage : Cheung Yu-Chung et Cheung Fung-Fai
- Musique : James Wong et Romeo Díaz
- Chorégraphie : Ming-Sing Wong
- Production : Chua Lam
  - Production exécutive : Raymond Chow et Leonard Ho
- Distribution : Golden Harvest - Paragon Films - Metropolitan Films (France)
- Budget : 30 762 782 HKD
- Pays : Hong Kong, Japon
- Langue originale : chinoise
- Format : Couleur — 1.85:1 • 35mm — Mono
- Genre :  Comédie policière et action
- Durée : 95 minutes
- Dates de sortie :
  - Hong Kong : 16 janvier 1993
  - France : 1993 en VHS[2]

## Distribution
- Jackie Chan : Ryô Saeba / City Hunter (Nicky Larson)
- Joey Wong (VF : Marjolaine Poulain) : Kaori Makimura / Carrie (Sonia en VF)
- Chingmy Yau : Saeko Nogami / Anna
- Richard Norton (VF : Gérard Rouzier) : Falcon / McDonald
- Michael Wong (VF : Jean-Pascal Quilichini) : Hideyuki Makimura
- Gary Daniels (VF : Jacques Albaret) : Mick Angel / Pony-tail thug
- Kumiko Gotō : Sayaka Ryûjin / Kiyoko (Caroline en VF)
- Leon Lai : Ryû le Vampire / Kao Ta / Gundam

## Production
Les scènes ont été entièrement tournées durant l'été 1992 à Hong Kong en Chine.

## Commentaires
Niki Larson est l'adaptation du manga City Hunter de Tsukasa Hōjō avec action, humour et le côté obsédé du personnage principal étant les seuls points fidèles au manga d'origine, le long métrage s'apparente plutôt à une parodie bien que le storyboard soit librement construit et ne corresponde aucunement à l'œuvre du mangaka. Une deuxième adaptation a été réalisée sous le nom de Mr Mumble qui est beaucoup plus fidèle que celle réalisée par Wong Jing.
Ce film comporte une parodie de Street Fighter II où Jackie Chan devient tour à tour Edmond Honda (rebaptisé à l'écran Honde car Jackie Chan est sponsorisé par Mitsubishi) et Chun-Li. Son ennemi devient Ken Masters et les deux amis de Niki Larson deviennent Guile et Dhalsim. Ce passage est la première apparition de Street Fighter au cinéma.